# From the Vault: Legends

Il logo del set

From the Vault: Legends è un set speciale del gioco di carte collezionabili Magic: l'Adunanza edito da Wizards of the Coast. In vendita in tutto il mondo dal 26 agosto 2011 ma solo in lingua inglese.

## Caratteristiche
Legends è un cofanetto contenente una selezione di quindici carte creatura leggendarie. Le creature leggendarie rappresentano i personaggi della storia che fa da sfondo e ambientazione al gioco di carte, ogni creatura leggendaria può essere un eroe o un antagonista, o semplicemente una singolare e specifica forza della natura, in ogni caso ognuna è "unica". A riprova di ciò anche durante il gioco non possono essere presenti sul campo di battaglia due creature leggendarie con lo stesso nome, mentre le normali creature non hanno limiti di alcun tipo e possono formare orde di guerrieri o sciami di mostri di ogni sorta. Tutte le carte sono a bordo nero, e sono state stampate con un metodo di stampa olografica speciale, che non viene utilizzato nei normali set del gioco. Sette carte inoltre presentano una nuova illustrazione creata apposta per l'occasione.
Il simbolo dell'espansione è una corona, e si presenta con il colore usato abitualmente nei set di espansione tradizionali per indicare le carte rare mitiche: il bronzo.
Una di queste carte, Mikaeus, il Lunarca, sarebbe dovuta essere pubblicata per la prima volta nell'espansione Innistrad, la cui uscita è avvenuta il 24 settembre 2011, quindi è stata resa disponibile per i giocatori in anteprima, un evento che accade raramente.

## Lista delle carte
1. Cao Cao, Lord of Wei (dal set introduttivo Portal Three Kingdoms, carta mai stampata in italiano)
2. Capitano Sisay (dall'espansione Invasione)
3. Doran, la Torre d'Assedio (dall'espansione Lorwyn)
4. Kiki-Jiki, Spaccaspecchi (nuova illustrazione, dall'espansione Campioni di Kamigawa)
5. Kresh dalle Trecce Rosse (nuova illustrazione, dall'espansione Frammenti di Alara)
6. Mikaeus, il Lunarca (sarà presente nell'espansione Innistrad)
7. Omnath, il Manalocus (dall'espansione Worldwake)
8. Oona, Regina degli Spiritelli (dall'espansione Landa Tenebrosa)
9. Progenitus (nuova illustrazione, dall'espansione Conflux)
10. Rafiq dei Molti (nuova illustrazione, dall'espansione Frammenti di Alara)
11. Sharuum l'Egemone (nuova illustrazione, dall'espansione Frammenti di Alara)
12. Sun Quan, Lord of Wu (dal set introduttivo Portal Three Kingdoms, carta mai stampata in italiano)
13. Teferi, Mago di Zhalfir (nuova illustrazione, dall'espansione Spirale Temporale)
14. Ulamog, il Cerchio Infinito (dall'espansione Ascesa degli Eldrazi)
15. Visara la Temibile (nuova illustrazione, dall'espansione Assalto)